# مغنولية دولافية
ماغنوليا دولافية (الاسم العلمي: Magnolia delavayi) هي نوع من النباتات تتبع جنس الماغنوليا من الفصيلة الماغنولية.